# Bernat Calvó (bisbe de Vic)
Bernat Calvó (també escrit Calbó durant molt de temps, tot i que segons l'IEC ha de ser Calvó) (Mas Calvó, Camp de Taragona, 1180 – Vic, 26 d'octubre del 1243) va ser un jurista, buròcrata, soldat i religiós cistercenc, bisbe de Vic venerat com a sant per l'Església catòlica.

## Biografia

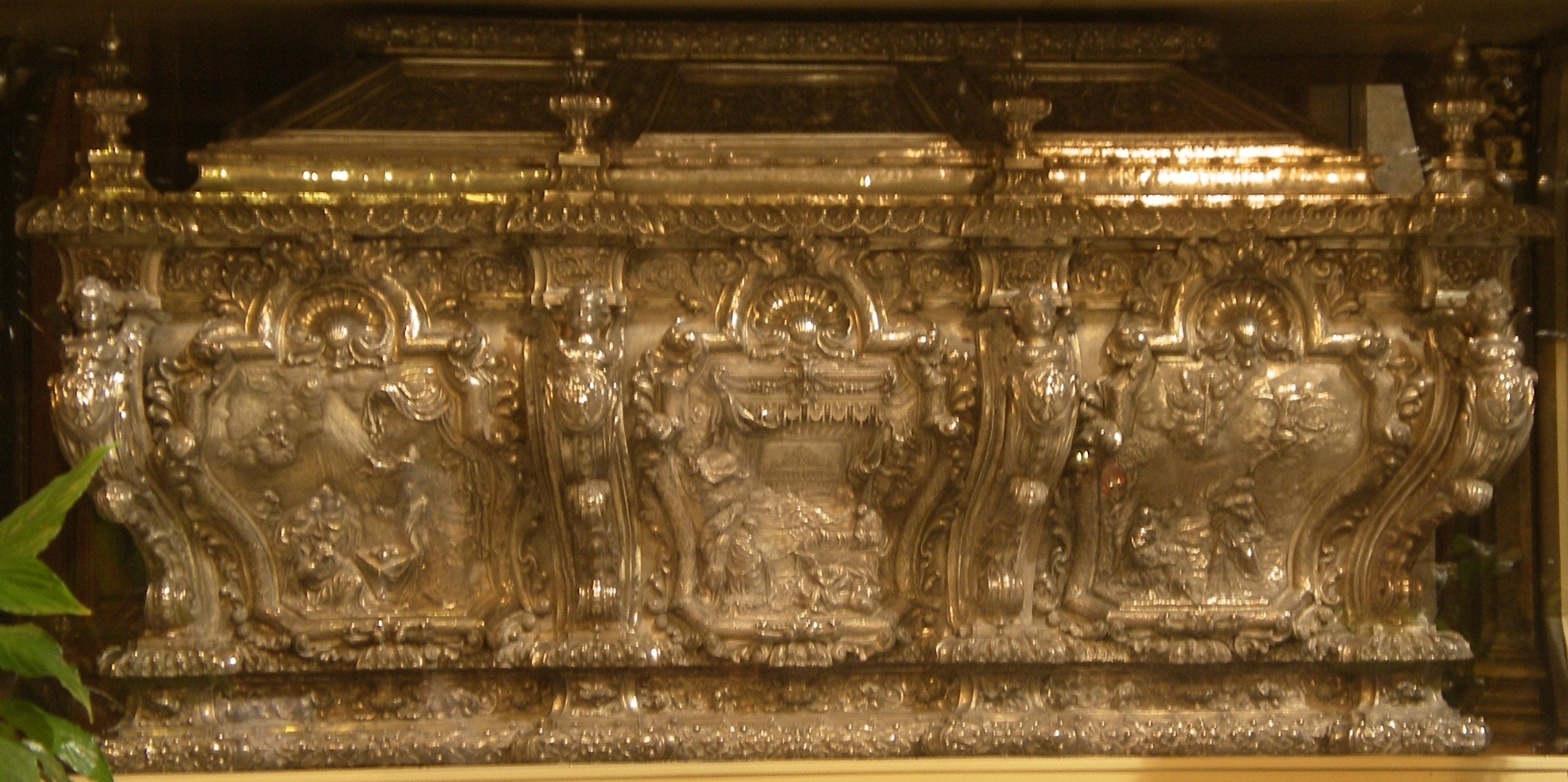
Urna d'argent amb les relíquies del sant, de Joan Matons (Catedral de Vic)

Nascut l'any 1180 al Mas de Porpres (anomenat després Mas Calvó i des del segle xvi incorporat administrativament a Reus), al camí de Reus a Salou, al si d'una família de cavallers. Va ser batejat a la parròquia de Sant Esteve de Vila-seca. Va estudiar dret a la Universitat de Bolonya i va treballar com a jurista i funcionari de la cúria de l'Arxidiòcesi de Tarragona. L'any 1214, després d'una greu malaltia, va ingressar al monestir de Santes Creus, que era del Cister, monestir del qual va ser elegit primer abat.

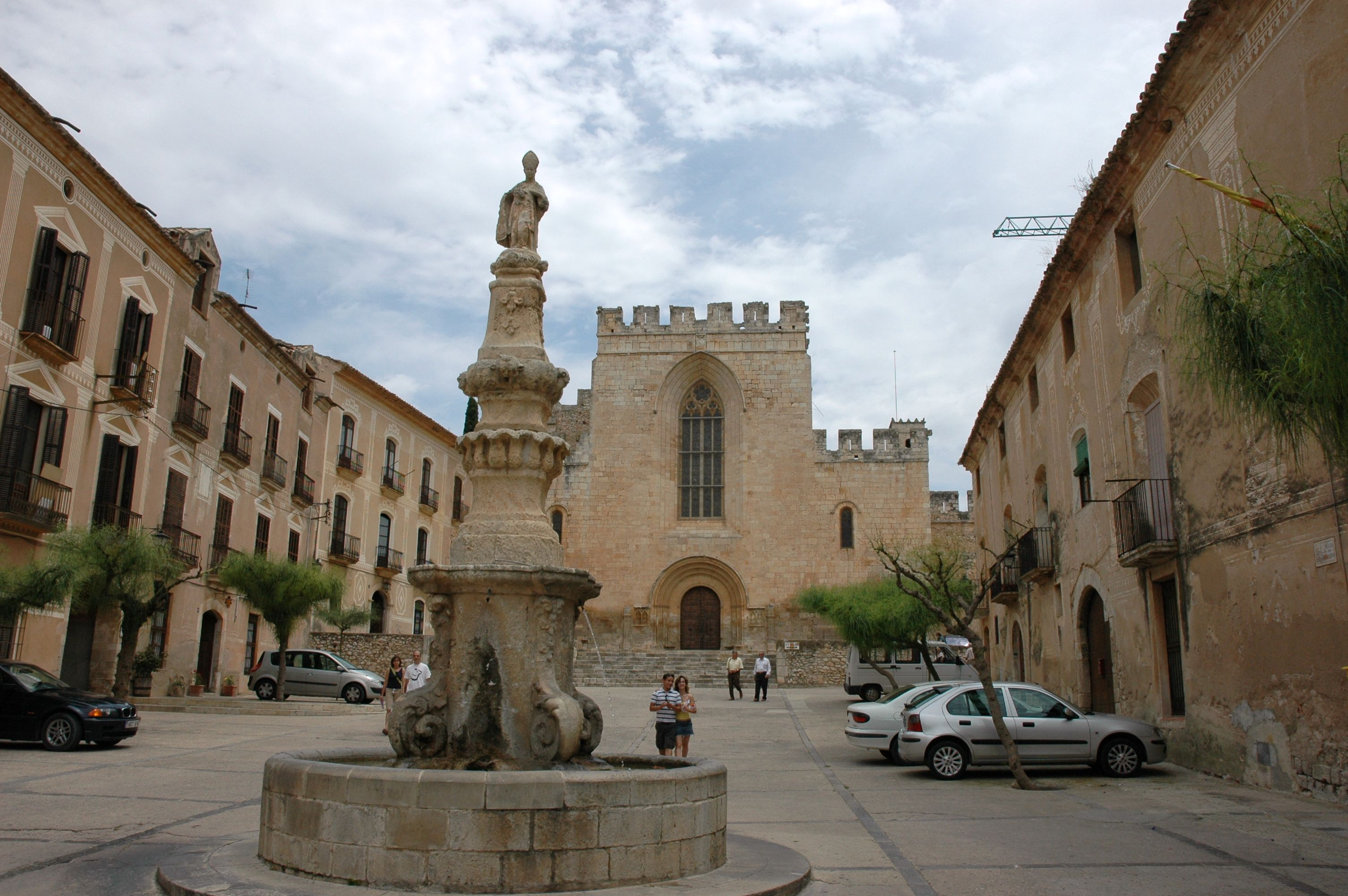
Font amb Sant Bernat Calvó davant del monestir de Santes Creus, on va ser monjo i abat.

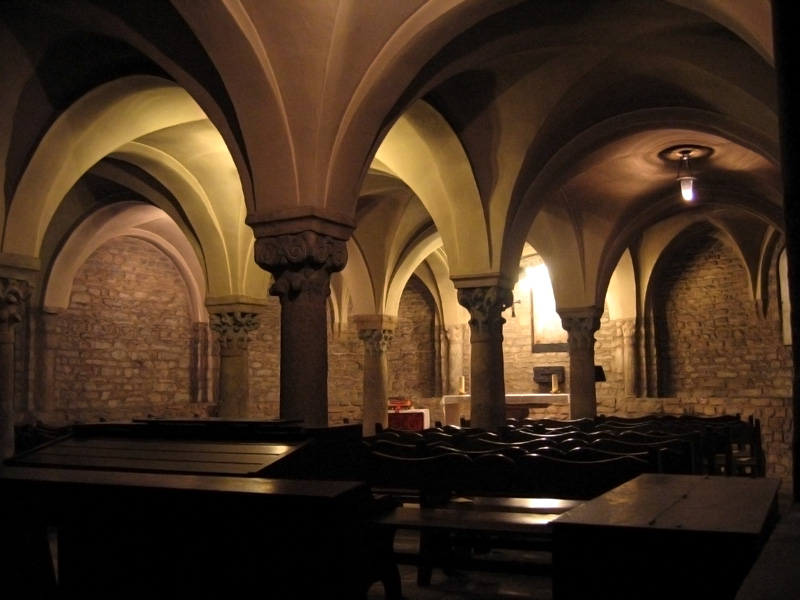
Cripta de la catedral de Vic, primitiu lloc d'enterrament del bisbe Bernat Calvó.

Va acompanyar Ramon de Penyafort a la conquesta de València i va rebre com a gratificació alguns castells. Va ser canonge i vicari general de la Catedral de Tarragona. El 1223 va ser nomenat bisbe de Vic i després abat perpetu del Monestir de Santes Creus. Gregori IX el va designar inquisidor contra els valdesos de la frontera catalana amb França l'any 1232. El 1236 va prendre part a les Corts de Montsó i va participar en els concilis de la Tarraconense de 1239 i 1243.
En 1238 va unir-se a la croada que havia de conquerir la taifa de València. Va portar ajut material als setges de Borriana i València. Quan aquesta va caure, Bernat va oficiar la primera missa que es va fer a la mesquita central de la ciutat, consagrada com a catedral cristiana. Va rebre privilegis sobre terres del regne valencià, que visitava per segon cop en 1242. Com a jurista va ajudar a preparar els Furs de València que havien de regir el país.
Va morir a Vic el 26 d'octubre de 1243 i va ser enterrat a la seva Catedral.

## Veneració
Beatificat per Alexandre IV en 1260, va ser canonitzat el 26 de setembre de 1710 per Climent XI. La seva festa és el 25 d'octubre. Al segle xviii, el seu cos es va traslladar a una urna d'argent, obrada per l'orfebre Joan Matons, a una capella de la Catedral de Vic.
Se li va dedicar un altar al Santuari de Misericòrdia de Reus i al segle xix l'ajuntament el va declarar fill il·lustre d'aquesta ciutat, on també té una avinguda dedicada creada als anys vuitanta. Algunes relíquies seves són a la Prioral de Sant Pere de Reus. També a Reus hi ha una parròquia que porta el seu nom. Mascalvó, eclesiàsticament parlant, pertany a la parròquia de Vila-seca on es guarda una relíquia. Vila-seca el considera també fill il·lustre, hi ha una imatge a l'altar major de l'ermita de la Pineda i cada any el dia 25 d'octubre, se celebra la festa del sant amb un nombrós i històric romiatge a Mascalvó.